# Sicienko (gmina)
Sicienko – gmina wiejska w Polsce położona w województwie kujawsko-pomorskim, w powiecie bydgoskim. Od północnego zachodu sąsiaduje z Bydgoszczą. Jej bliskie położenie jest aspektem przyczyniającym się do dynamicznego rozwoju gminy. Według danych z 31 grudnia 2021 r. gminę zamieszkuje 10 501 osób.
Siedzibą władz gminy jest Sicienko.

## Położenie
Gmina jest położona w trzech mezoregionach: część północno-wschodnia w Dolinie Brdy, południowa w Kotlinie Toruńskiej, a północno-zachodnia na Pojezierzu Krajeńskim.
W obrębie gminy znajdują się rzeki i jeziora: Krówka, Kanał Bydgoski, Jezioro Wierzchucińskie Małe, Jezioro Wierzchucińskie Duże i Jezioro Słupowskie.

## Struktura powierzchni
Gmina Sicienko ma obszar 179,46 km², w tym:
- użytki rolne: 70%
- użytki leśne: 20%
- pozostałe tereny: 10%

## Demografia
Stan na 31.12.2021 r. (GUS)
| Opis                              | Ogółem | Ogółem |
| --------------------------------- | ------ | ------ |
| jednostka                         | osób   | %      |
| populacja                         | 10501  | 100    |
| gęstość zaludnienia (mieszk./km²) | 55     | 55     |

Sicienko to dynamicznie rozwijająca się gmina podmiejska. Świadczy o tym chociażby stały przyrost zamieszkującej ją populacji. W latach 2013–2022 liczba ludności wzrosła o ponad 10%, co dało gminie Sicienko miejsce na podium w zestawieniu gmin powiatu bydgoskiego, do których przybyło najwięcej nowych mieszkańców. Dla porównania: średnia wyliczona dla całego województwa kujawsko-pomorskiego pokazuje przeciwną tendencję - w ostatnich latach populacja zamieszkująca tę część Polski zmniejszyła się aż o 4,1%.
Łącznie w latach 1995-2021 liczba ludności wzrosła o 41% (tabela poniżej).
Tabela. Wzrost liczby ludności gminy Sicienko na przestrzeni lat 1995-2021
| Rok  | Liczba ludności |
| ---- | --------------- |
| 1995 | 7467            |
| 2000 | 8297            |
| 2005 | 8945            |
| 2010 | 9510            |
| 2015 | 9839            |
| 2020 | 10426           |
| 2021 | 10501           |

## Podział administracyjny
Sołectwa
W gminie Sicienko funkcjonuje 21 jednostek pomocniczych (sołectw): Dąbrówka Nowa, Gliszcz, Kruszyn, Łukowiec, Mochle, Murucin, Nowaczkowo, Osówiec, Pawłówek, Samsieczno, Sicienko, Strzelewo, Szczutki, Teresin, Trzemiętowo, Trzemiętówko, Wierzchucice, Wierzchucinek, Wojnowo, Zawada-Ugoda, Zielonczyn.
Miejscowości niesołeckie
W skład gminy wchodzi 14 miejscowości niesołeckich: Chmielewo, Dąbrówczyn, Goncarzewy, Janin, Kamieniec, Kasprowo, Kruszyniec, Marynin, Nowa Ruda, Piotrkówko, Sitno, Słupowo, Smolary, Trzciniec.
W latach 1975–1998 gmina administracyjnie należała do województwa bydgoskiego.

## Gospodarka
Sicienko to jedna z najszybciej rozwijających się gmin w powiecie bydgoskim. Intensywną pracę w zakresie rozwoju inwestycji, skutecznego pozyskiwanie środków zewnętrznych oraz bardzo dobrą kondycję finansową samorządu potwierdzają sukcesy tej jednostki w rankingach, takich jak: Ranking Pisma Samorządowego WSPÓLNOTA na temat wydatków inwestycyjnych samorządów 2019-2021, Ranking Pisma Samorządowego WSPÓLNOTA na temat wykorzystania środków UE przez samorządy 2014-2021 i Ranking Finansowy Samorządu Terytorialnego za 2021. Gmina Sicienko przywiązuje szczególną wagę do realizacji inwestycji oraz pozyskiwania funduszy unijnych na ten cel. Średnie wydatki inwestycyjne "na osobę" wynoszące 1390 zł sprawiają, że w tym zakresie znajduje się na 2. miejscu w powiecie bydgoskim wśród gmin wiejskich. Z kolei w przypadku pozyskiwania funduszy unijnych Sicienko zajęło 1. miejsce w powiecie bydgoskim wśród gmin wiejskich – w latach 2014-2021 kwota tych środków w przeliczeniu na jednego mieszkańca wyniosła 1783,36 zł.

## Transport

### Transport drogowy
Drogi przebiegające przez teren gminy:
- ES5
- 10, 80, 25
- drogi wojewódzkie 243 (Mrocza-Koronowo) i 244 (Kamieniec-Strzelce Dolne).

Na terenie gminy położony jest węzeł Bydgoszcz Zachód i Bydgoszcz Opławiec na trasie S5.

### Transport kolejowy
Linie kolejowe przebiegające przez gminę:
- linia kolejowa nr 18 Kutno - Piła Główna ze stacjami w Pawłówku i Zielonczynie.

## Turystyka i rekreacja
W gminie Sicienko wyznaczono trzy szlaki turystyczne piesze i jeden turystyczny szlak rowerowy.
- Wierzchuciński Szlak Czterech Jezior wyznaczony dla uczczenia pamięci Jana Pawła II: Wierzchucinek – Jezioro Słupowskie – Gliszcz – Drzewianowo (10,5 km)
- Umocnień Przedmościa Bydgoskiego: Zielonczyn – Kruszyn – Osówiec – Szczutki – Tryszczyn (15,6 km)
- „pól malowanych”: Wierzchucinek – Nowaczkowo – Chmielewo – Piotrkówko – Mochle –Osówiec – Osowa Góra (17,4 km)
- Rowerowy „Edukacji przyrodniczej”: Wojnowo – Sicienko –  Sitno – Zawada – Janin – Strzelewo – Zielonczyn – Kruszyn – Osówiec – Szczutki – Mochle – Wojnowo (28 km)

W 2023 r. zagospodarowany został teren przy Jeziorze Wierzchucińskim Małym w Wierzchucinku, gdzie powstała plaża z pomostem oraz infrastruktura towarzysząca.

## Zabytki
W zarządzie gminy Sicienko znajdują się następujące zabytki:
- założenie dworsko-parkowe w Kruszynie obejmujące dwór z 1882 r. (obecnie znajduje się w nim Szkoła Podstawowa im. Kardynała Stefana Wyszyńskiego w Kruszynie) oraz park, nr A/1043 z 23.04.1991 r.,[11]
- założenie dworsko-parkowe w Mochlu przy ul. Czarlińskich, w skład którego wchodzą dwór z 1864 r. oraz park typu angielskiego z przełomu XIX i XX w., A/1190 z 15.06.1985 r.,[11]
- pałac w Sicienku wraz z parkiem przy ul. Bydgoskiej 11, z II poł. XIX w.,[12]
- dawna pastorówka w Sicienku przy ul. Bydgoskiej 6 z ok. 1900 r., obecnie siedziba Gminnego Centrum Kultury i Biblioteki w Sicienku,[13]
- dawna szkoła w Dąbrówce Nowej, ob. świetlica wiejska, ul. Dworska 40.[14]

Obiekty wpisane do rejestru zabytków:
- kościół pw. św. Kazimierza Królewicza w Kruszynie wraz z ogrodzeniem i terenem przykościelnym, ul. Kościelna 6, z 1908/1909 r., nr wpisu A/835 z 16.03.1998 r.,[15]
- kościół pw. św. Andrzeja Boboli w Sicienku, ul. Mrotecka 1, z 1887 r., nr wpisu A/803 z 25.01.1991 r.,[16]
- dwór z parkiem w Wojnowie z poł. XIX w., obecnie siedziba Fundacji KUL im. Anieli hr. Potulickiej, nr wpisu A/1436 z 15.06.1985 r.,[17]
- zespół Kanału Bydgoskiego (na terenie gminy Sicienko miejscowości: Zielonczyn, Kruszyniec, Pawłówek) 1773-1774 r., A/900 z 30.11.2005 r.[18]

## Ochrona przyrody
Na terenie gminy mieści się rezerwat przyrody Kruszyn chroniący grąd zboczowy.
W gminie Sicienko znajduje się 13 pomników przyrody, w tym 6 pojedynczych drzew, 6 grup drzew i 1 głaz narzutowy. W sumie 20,59 ha zajmują użytki ekologiczne.
Na obszarze gminy znajdują się 2 obszary chronionego krajobrazu:
- Obszar Chronionego Krajobrazu Rynny Jezior Byszewskich - północna część gminy[20]
- Obszar Chronionego Krajobrazu Zalewu Koronowskiego - fragment terenu leśnego na wschodnim krańcu gminy.[20]

### Obszary NATURA 2000[21]
W poszczególnych częściach gminy zlokalizowane są obszary Natura 2000:
- południowa Dolina Noteci (PLH300004) SOO[22]
- południowa Dolina Środkowej Noteci i Kanału Bydgoskiego (PLB300001) OSO - 1135,4 ha na obszarze gminy.[23][21]

## Edukacja
W gminie Sicienko funkcjonują 4 szkoły podstawowe i jeden zespół szkolno-przedszkolny, których organem prowadzącym jest gmina Sicienko. Są to:
- Szkoła Podstawowa im. Kardynała Stefana Wyszyńskiego w Kruszynie,
- Zespół Szkolno–Przedszkolny im. Ziemi Krajeńskiej w Samsiecznie (Szkoła Podstawowa w Samsiecznie i Przedszkole Samorządowe w Trzemiętowie),
- Szkoła Podstawowa im. Mikołaja Kopernika w Sicienku,
- Szkoła Podstawowa im. Komisji Edukacji Narodowej w Strzelewie,
- Szkoła Podstawowa im. Anieli hrabiny Potulickiej w Wojnowie.

Poza tym dzieci mogą skorzystać z opieki w Niepublicznym Żłobku i Niepublicznym Przedszkolu Ence Pence w Sicienku, ul. Poziomkowa 6, oraz Klubie Dziecięcym WSG „Uniwersytet Dziecięcy” - filia w Kruszynie (opieka żłobkowa), ul. Strażacka 7.

## Sport
Kluby sportowe
W gminie Sicienko funkcjonuje 5 klubów sportowych:
- Gminny Klub Sportowy „Gryf” Sicienko – piłka nożna,
- Europejski Uczniowski Klub Sportowy „Spartakus” Sicienko – unihokej,
- Międzyszkolny Uczniowski Klub Sportowy „TARO”  w Wojnowie,
- Uczniowski Klub Sportowy Trzemiętowo,
- Gminny Ludowy Uczniowski Klub Sportowy „INVICTUS” Sicienko – zapasy.

Infrastruktura
W Sicienku powstaje Centrum Sportu wyposażone w salę z zapleczem dla zapaśników, siłownię, salę do squash-a i wielofunkcyjną. Obiekt będzie posiadał też pełnowymiarowe boisko do piłki nożnej z trawą hybrydową i sztucznym oświetleniem, wraz z mniejszym boiskiem treningowym oraz zapleczem dla piłkarzy.
Poza Centrum Sportu bazę sportowo-rekreacyjną stanowią boiska w: Kruszynie, Samsiecznie, Strzelewie, Sicienku, Trzemiętowie, Zielonczynie, Dąbrówce Nowej, Łukowcu, Mochlu, Osówcu, Pawłówku, Wierzchucinku, Nowaczkowie i Gliszczu, oraz siłownie zewnętrzne w: Gliszczu, Kruszynie, Mochlu, Osówcu, Sicienku, Strzelewie, Wierzchucinku, Wojnowie i Zielonczynie.

## Parafie
Na obszarze gminy funkcjonują parafie rzymskokatolickie:
- Parafia św. Kazimierza Królewicza w Kruszynie
- Parafia św. Andrzeja Boboli w Sicienku
- Parafia Najświętszego Serca Pana Jezusa w Samsiecznie
- Parafia MB Szkaplerznej w Wierzchucinku
- Parafia św. Jakuba Mniejszego Apostoła w Dąbrówce Nowej
- Parafia Wniebowstąpienia Pańskiego w Osówcu (poczta Bydgoszcz).

## Sąsiednie gminy
Białe Błota, Bydgoszcz, Koronowo, Mrocza, Nakło nad Notecią, Sośno